# Paula Ishibashi
Paula Harumi Ishibashi (14 de fevereiro de 1985), conhecida também como Paulinha, é uma jogadora de rugby sevens e union brasileira.

## Carreira
Paula integrou o elenco da Seleção Brasileira Feminina de Rúgbi de sete que ficou em 9.° lugar na Rio 2016.